# Paranataelia tenerifica
Paranataelia tenerifica är en fjärilsart som beskrevs av George Francis Hampson 1905. Paranataelia tenerifica ingår i släktet Paranataelia och familjen nattflyn. Inga underarter finns listade i Catalogue of Life.